# Rejon krasnohwardijski
Rejon krasnohwardijski (uk. Красногвардійський район) – jednostka administracyjna wchodząca w skład Republiki Autonomicznej Krymu na Ukrainy.
Rejon utworzony w 1944. Ma powierzchnię 1766 km² i liczy około 98 tysięcy mieszkańców. Siedzibą władz rejonu jest Krasnohwardijskie.
Na terenie rejonu znajdują się 2 osiedlowe rady i 18 rad wiejskich, obejmujących w sumie 82 miejscowości.